# Norstedt
Norstedt (en danois: Nordsted) est une municipalité allemande située dans le land du Schleswig-Holstein et dans l'arrondissement de Frise-du-Nord. En 2015, sa population est de 388 habitants.